# بای (آرکانزاس)
بای (آرکانزاس) (به انگلیسی: Bay, Arkansas) یک شهر در ایالات متحده آمریکا با جمعیت ۲٬۰۵۸ نفر است که در شهرستان کریگهد، آرکانزاس واقع شده‌است.

## موقعیت جغرافیایی
موقعیت جغرافیایی شهرها و مناطق اطراف به شرح زیر است:

## نگارخانه

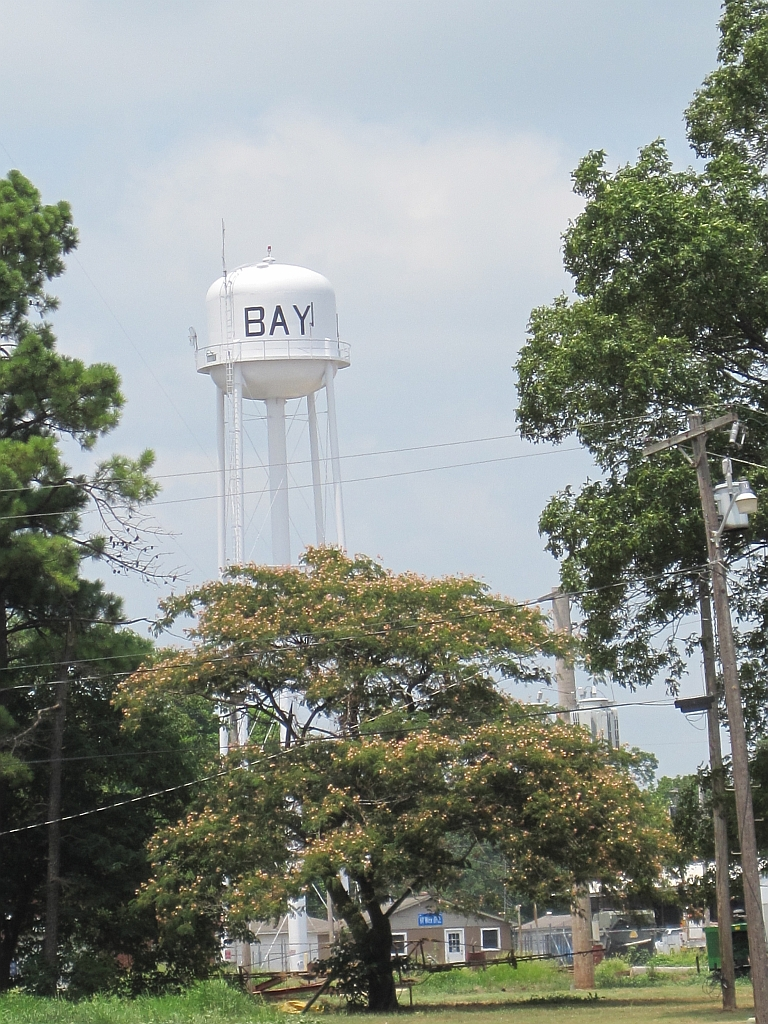
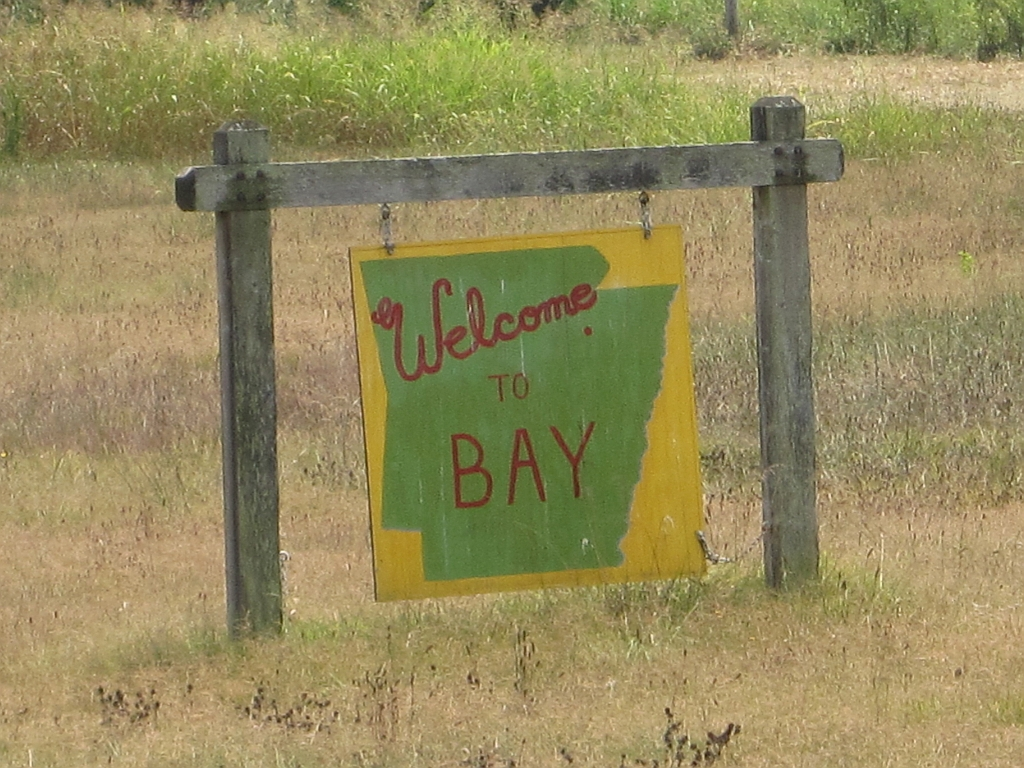
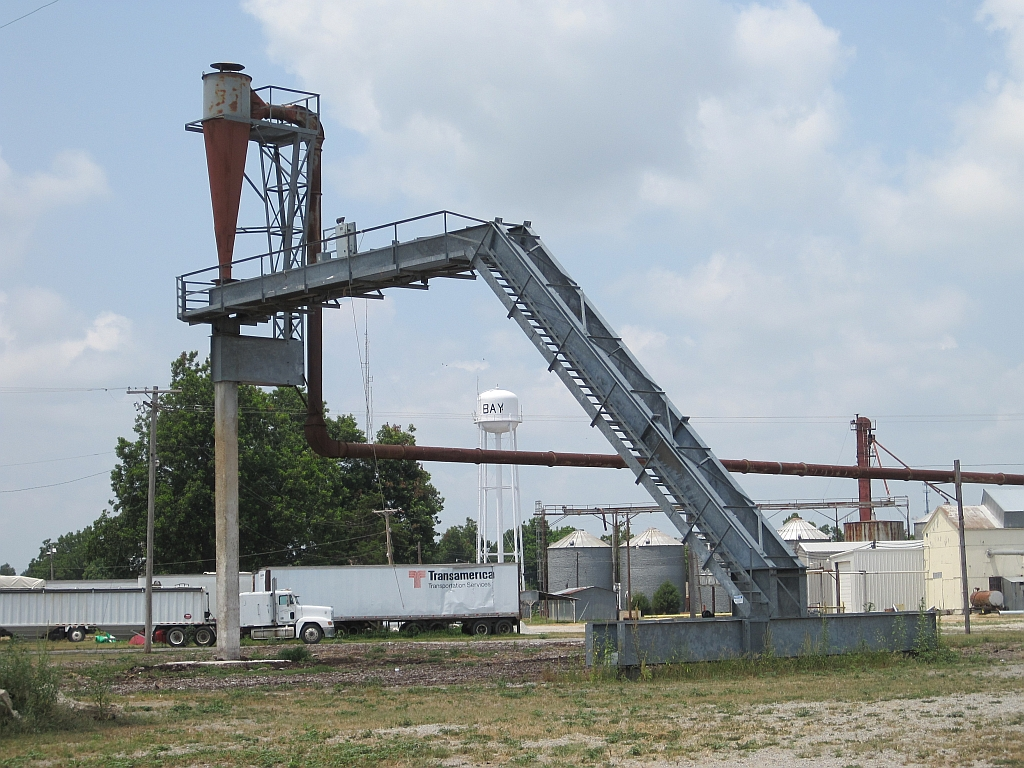
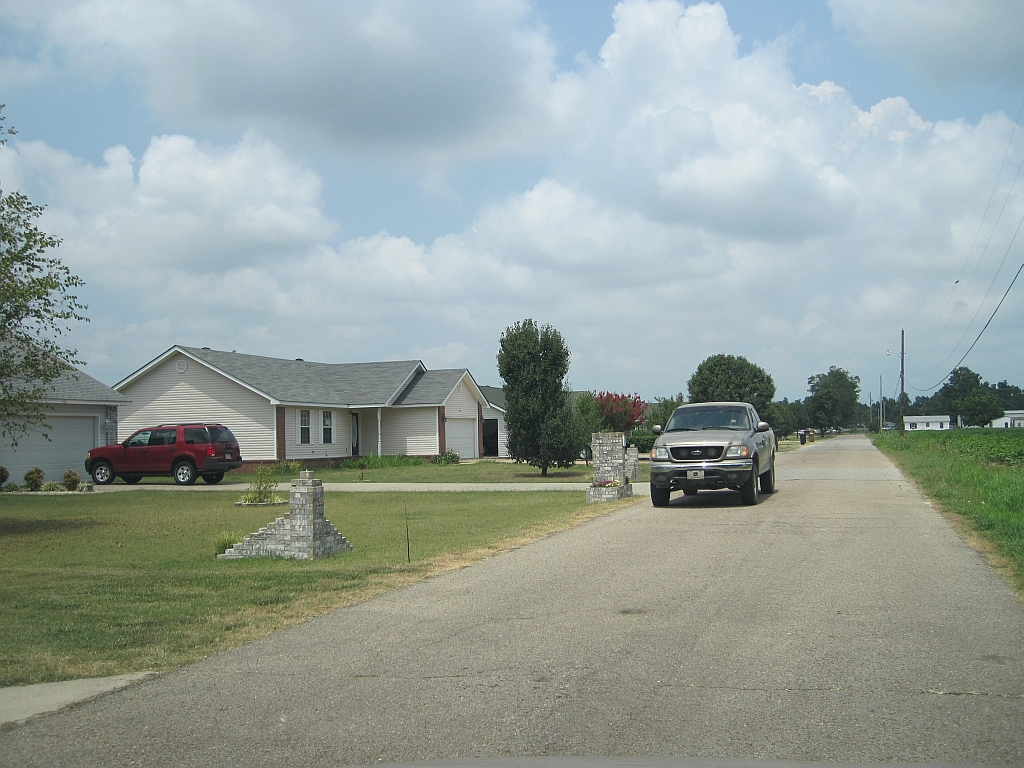
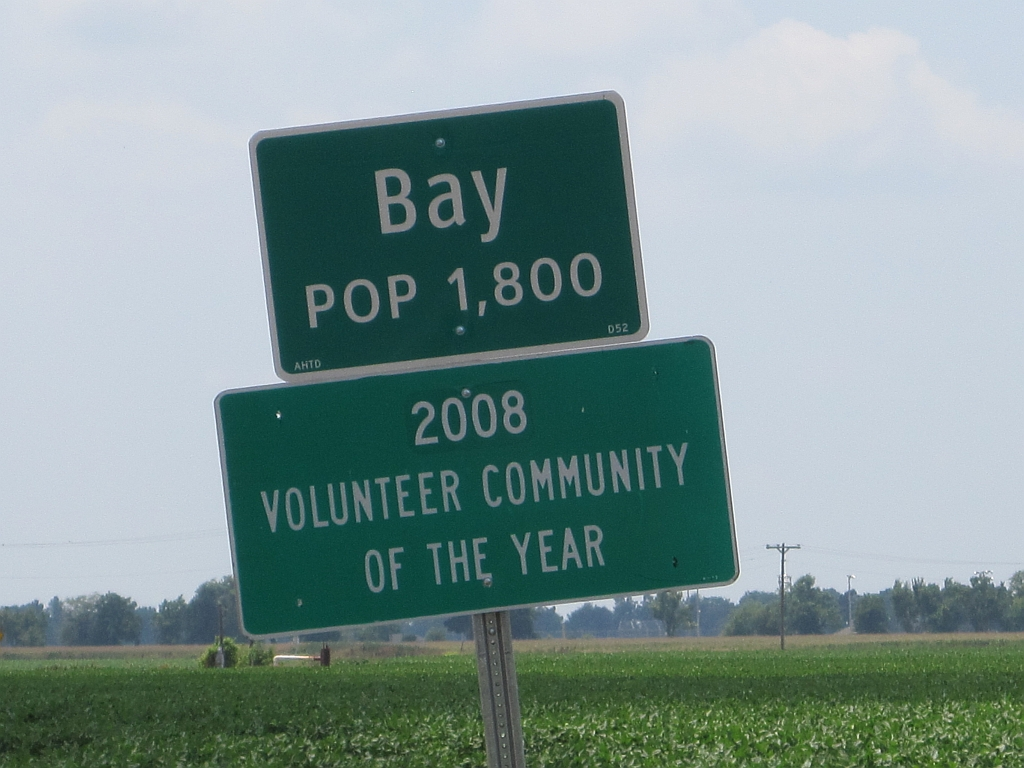
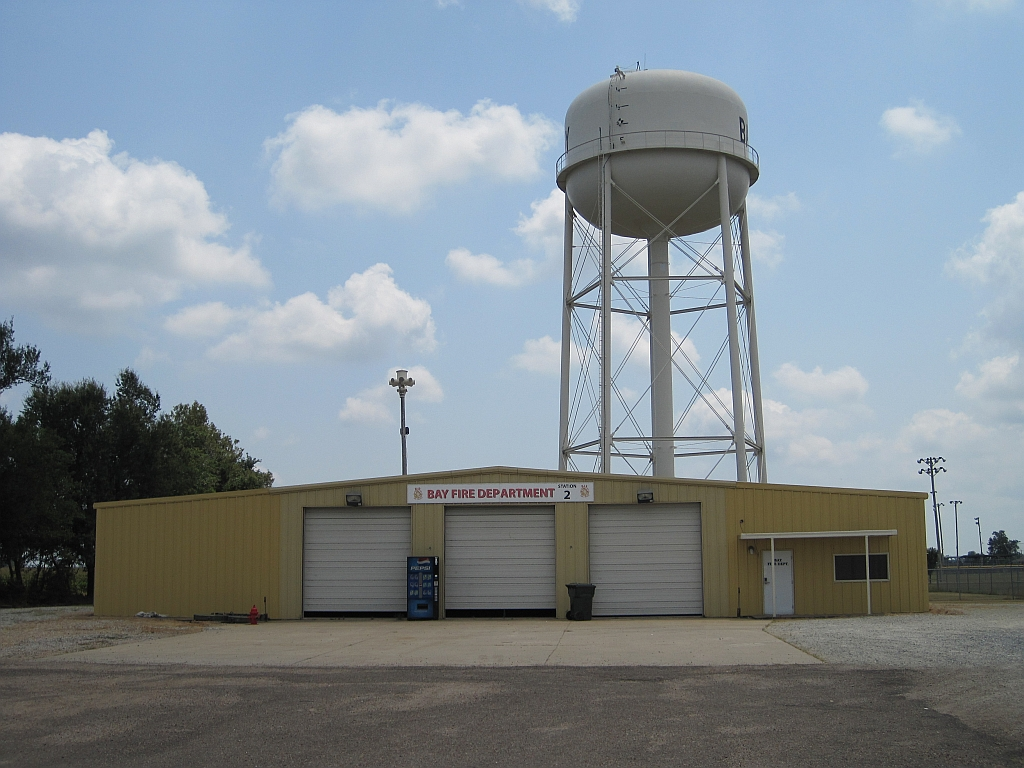
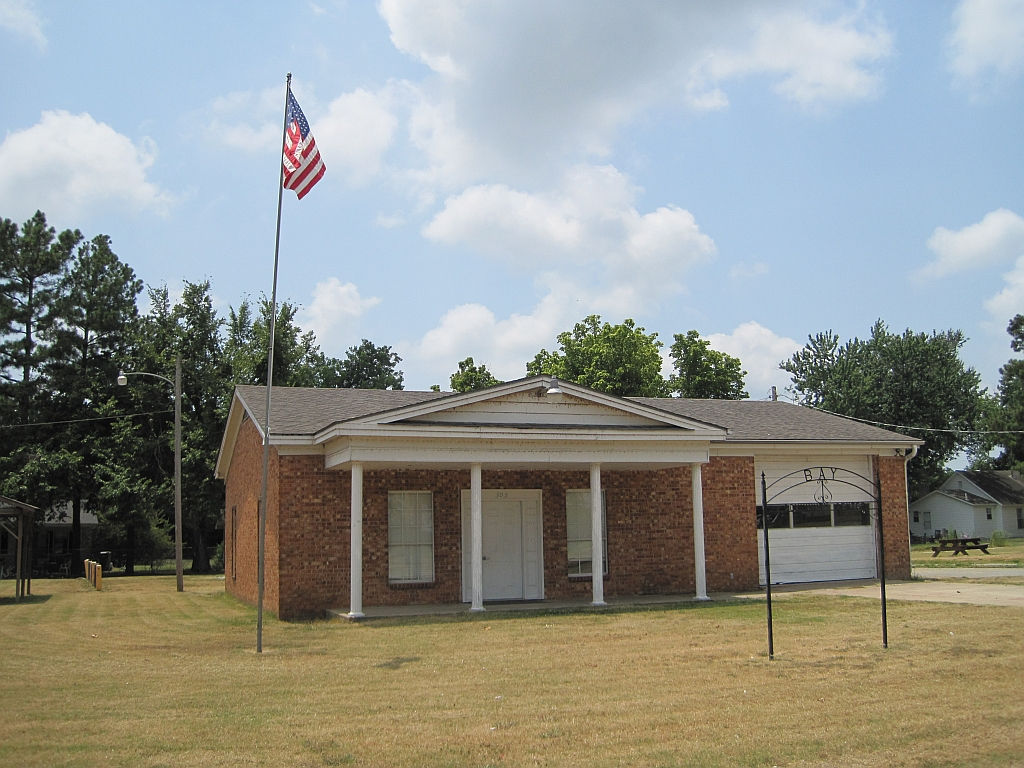
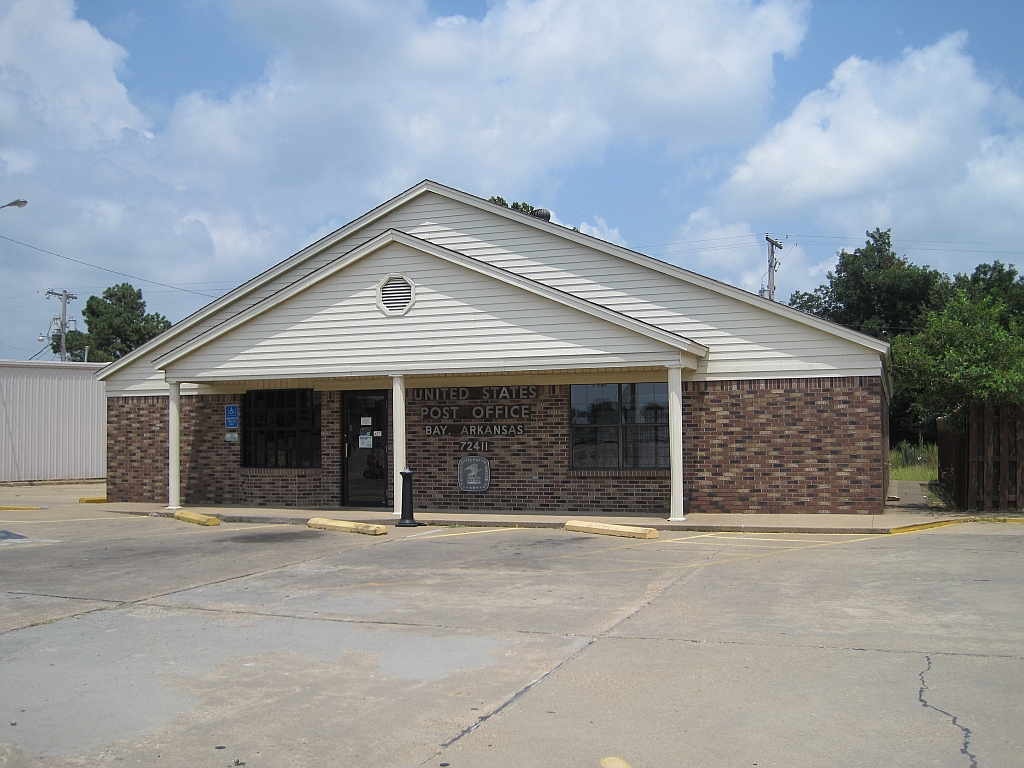